# Сборная Алжира по хоккею с шайбой
Сборная Алжира по хоккею с шайбой — представляет Алжир на международных турнирах по хоккею с шайбой. Основана в 2006 году. В настоящее время является одним из кандидатов на вступление в ИИХФ. Сборная сформирована из алжирцев, выступающих в иностранных чемпионатах.
В 2008 году сборная Алжира приняла участие в дебютном чемпионате арабских стран, в котором, помимо неё, выступали сборные Кувейта, Марокко и ОАЭ. Алжирцы заняли последнее место, а их форвард Харонд Литим был признан лучшим игроком турнира, набрав 11 (4+7) очков в 5 матчах.
В апреле 2009 года один из лучших хоккеистов в истории Алжира Нордин Махдиди закончил игровую карьеру и принял на себя пост главного тренера команды.
В 2010 году в стране было открыто первое ледовое сооружение — это произошло в городе Тизи-Узу. Там был построен небольшой каток, неподходящий под размеры, установленные МОК, однако позволивший алжирцам запустить свою собственную программу по подготовке молодых хоккеистов.

## Текущий состав
| № |  | Поз. | Имя              | Год рождения |
| - |  | ---- | ---------------- | ------------ |
|   |  | Вр   | Халид Абдулвахид | 1993         |
|   |  | Вр   | Хишем Бурабреб   | 1984         |
|   |  | Защ  | Жорди Аббас      | 1992         |
|   |  | Защ  | Бахир Агруд      | 1970         |
|   |  | Защ  | Нассим Булакдем  | 1986         |
|   |  | Защ  | Жереми Кахли     | 1985         |
|   |  | Защ  | Саид Себаа       | 1988         |
|   |  | Нап  | Кевин Беншабан   | 1988         |
|   |  | Нап  | Мохамед Беньяхья | 1982         |
|   |  | Нап  | Малик Буалем     | 1975         |
|   |  | Нап  | Хаким Бухалуа    | 1986         |

| № |  | Поз. | Имя           | Год рождения |
| - |  | ---- | ------------- | ------------ |
|   |  | Нап  | Карим Шеблен  | 1970         |
|   |  | Нап  | Мурад Шеблен  | 1972         |
|   |  | Нап  | Феликс Шугуи  | 1987         |
|   |  | Нап  | Яссин Фахас   | 1987         |
|   |  | Нап  | Ронан Хаиф    | 1992         |
|   |  | Нап  | Карим Кербуш  | 1982         |
|   |  | Нап  | Янис Лабед    | 1988         |
|   |  | Нап  | Харонд Литим  | 1977         |
|   |  | Нап  | Янис Уссад    | 1988         |
|   |  | Нап  | Франки Садани | 1988         |

## Все матчи
- 16.06.08: Кувейт — Алжир 8:2
- 17.06.08: ОАЭ — Алжир 6:2
- 18.06.08: Марокко — Алжир 9:6
- 19.06.08: ОАЭ — Алжир 10:4
- 20.06.08: Марокко — Алжир 7:5
- 19.05.09: Вири-Шатийон — Алжир 11:3
- 21.05.09: Вири-Шатийон — Алжир 5:6
- 30.04.11: По-Руж д'Эври — Алжир 8:8